# جائزة اختيار أطفال نكلوديون
جوائز اختيار الأطفال نكلوديون (KCA) هي جوائز سنوية تقام في أواخر شهر مارس أو أبريل، ويتم تنظيم الحفل من قبل قناة نكلوديون وتذاع على الهواء مباشرة حيث يتم تكريم الأطفال المتميزون في التلفزيون والسينما والموسيقى عن طريق تصويت مشاهدين القناة.
أسست الجائزة عام 1986 م باسم الاقتراع الكبير ولكي يتم التصويت كان المشاهدون يرسلون بطاقات باسم المرشح وقبل الحفل يتم فرز البطاقات وتحديد الفائز. منذ تأسيس الجائزة تم تغيير نقش شعار الجائزة مرة واحدة عام 2010، بعد قدوم الإنترنت تم تغيير طريقة التصويت من من موفر المحتوى إلى تصويت حصري على شبكة القناة الخاصة وفي عام 2007 تم إضافة الرسائل النصية للتصويت .

## روابط خارجية
- جائزة اختيار أطفال نكلوديون على موقع IMDb (الإنجليزية)
- جائزة اختيار أطفال نكلوديون على موقع ميتاكريتيك (الإنجليزية)
- جائزة اختيار أطفال نكلوديون على موقع كينوبويسك (الروسية)
- جائزة اختيار أطفال نكلوديون على موقع ميوزك برينز (الإنجليزية)
- جائزة اختيار أطفال نكلوديون على موقع قاعدة بيانات الفيلم (الإنجليزية)

لم يتم العثور على روابط لمواقع التواصل الاجتماعي.